# Andreas Stündeck
Johann Andreas Stündeck (* um 1750 in Schiefbahn, Amt Liedberg, Kurköln; † 15. August 1810) war ein deutscher Jurist, Syndikus des Klosters Kamp und Hofrat in der Landesregierung des Fürstentums Salm.

## Leben
Stündeck schrieb sich am 21. April 1777 an der von Maximilian Friedrich von Königsegg-Rothenfels gegründeten Kurkölnischen Akademie Bonn zum Studium der Rechte ein. Zur weiteren Qualifikation besuchte er ab dem 15. Oktober 1789 die Georg-August-Universität Göttingen. Als Schultheiß und Syndikus trat er in die Dienste des Klosters Kamp bei Rheinberg, das 1794 von Frankreich besetzt und 1802 säkularisiert wurde. Dort hatte er einigen Zöglingen auch Grundlagen der Rechtswissenschaften unterrichtet, ehe sie zum Studium nach Bonn gingen. Danach für eine Weile als beeidigter Advokat am Appellationsgericht in Lüttich tätig, wurde er als Hofrat neben Hans von Bostel und Aloys van Langenberg Mitglied der Landesregierung des Fürstentums Salm.
Stündeck war verheiratet mit Henriette Müller. Das Paar hatte mehrere Kinder, darunter die Tochter Caroline, eine Schriftstellerin, Übersetzerin aus dem Französischen und Person aus dem Umkreis von Christoph Bernhard Schlüter und Annette von Droste-Hülshoff. Caroline heiratete 1823 den in Kleve, Koblenz und Berlin tätigen Juristen Wilhelm August Eberhard Lombard (1792–1836), einen Sohn des preußischen Außenpolitikers Johann Wilhelm Lombard.

## Veröffentlichungen (Auswahl)
- Exercitium juris civilis in quo theses varias ex lib. II institutionum imperialium de testamentis. 1780.
- Dissertatio juris feudalis de literis investituræ renovatæ, aut respective posterioribus, a literis primæ vel saltem antiquioris investituræ dissonis. Abshoven, Bonn 1781 (Digitalisat).
- Welche Rechte haben Stadträthe über gemeine Stadtgüter? 1790.
- Historisch-juridische Abhandlung über die Steuerverfassung in deutschen Reichslanden. Verlag der Hollwingischen Buchhandlung, Duisburg 1794.
- Versuch einer Erörterung der fränkischen Gesetzen über die Abschaffung der Lehns- und herrschaftlichen Rechten, in Hinsicht der auf teutschen Baurengüter haftenden Grundzinsen und Diensten. Schüller, Krefeld 1799.
- Historisch-juridische Abhandlung über die Abschaffung der Lehnsverfassung in Frankreich. Schüller, Krefeld 1805.[9]